# Heterostegane minax
Heterostegane minax är en fjärilsart som beskrevs av Louis Beethoven Prout 1931. Heterostegane minax ingår i släktet Heterostegane och familjen mätare. Inga underarter finns listade i Catalogue of Life.